# Lanx

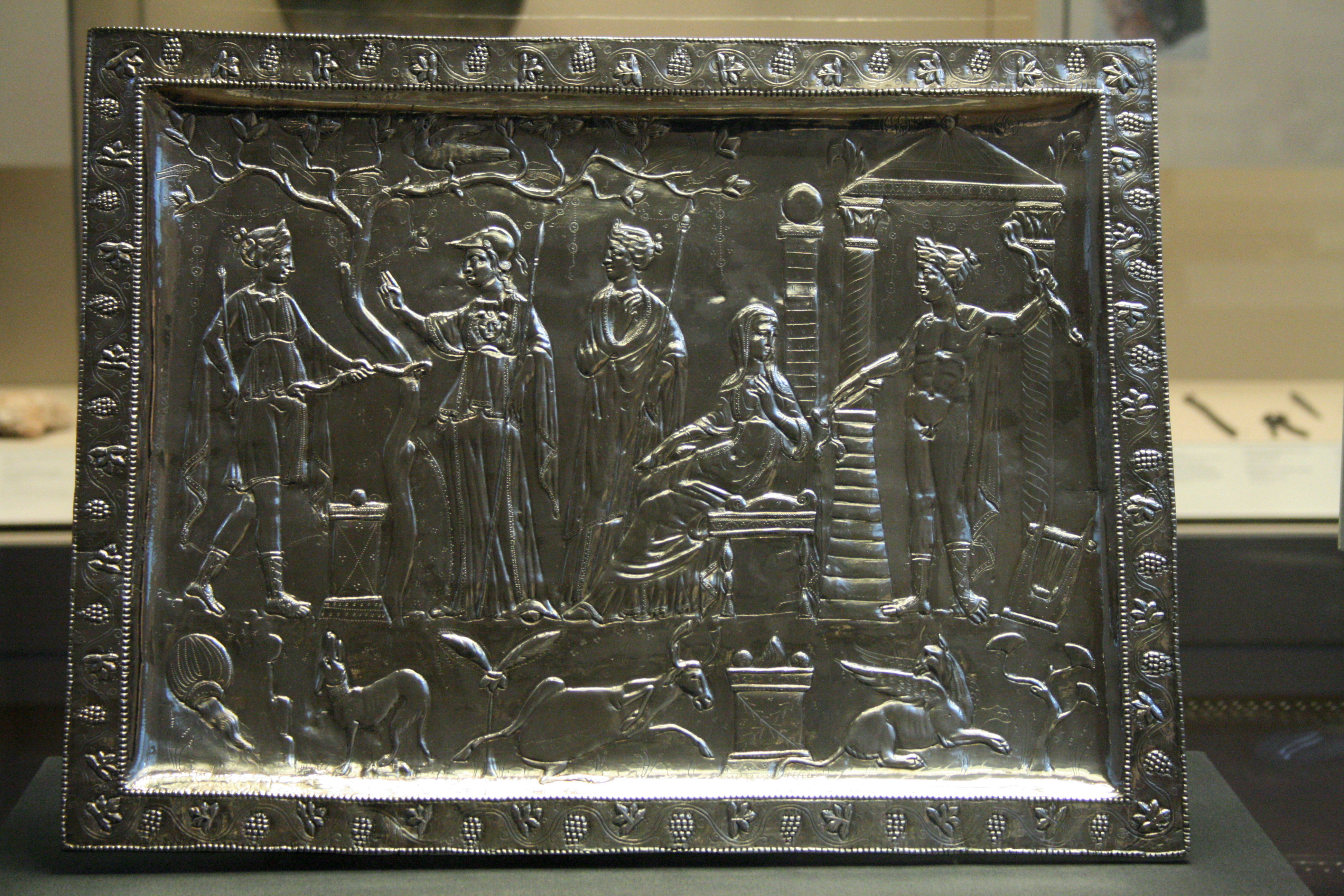
Die so genannte Corbridge Lanx (London, British Museum)

Lanx ist die lateinische Bezeichnung für eine qualitätvolle Servierschüssel oder Schale.

## Funktion
Die Gefäßart wird in zahlreichen römischen Schriftquellen erwähnt. Sie diente demnach vor allem zum Auftragen von Speisen. Auch Trinkbecher konnten auf einer Lanx gereicht werden. Ferner eignete sie sich wegen ihrer Form zur Präsentation von Geschenken, hochwertige Exemplare konnten auch selbst verschenkt werden.

## Aussehen
Die Lanx kann gerundet oder eckig sein, einige Exemplare haben seitliche Handhaben. Einige erhaltene Exemplare wurden aus Silber gefertigt und sind aufwändig verziert. So zeigt das Mittelfeld der silbernen Lanx von Bizerta in Goldplattierung den Wettkampf von Apollo und Marsyas, auch Rand und Griffplatten sind reich dekoriert. Auf der bei Corbridge gefundenen rechteckigen Platte, der Corbridge Lanx (Bild) sind die Götter Minerva, Diana, Juno, Vesta und Apollo abgebildet. Die Risley Park Lanx wies ein zentrales Feld mit Jagdmotiv auf.
Die Verzierung von einfacheren Servierschalen, die etwa auch aus Bronze, Glas oder Keramik bestehen konnten, kann hingegen deutlich einfacher sein.